# Altamira, Tonalá
Altamira är en ort i Mexiko.   Den ligger i kommunen Tonalá och delstaten Chiapas, i den sydöstra delen av landet, 700 km sydost om huvudstaden Mexico City. Altamira ligger 105 meter över havet och antalet invånare är 132.
Terrängen runt Altamira är varierad. Runt Altamira är det ganska glesbefolkat, med 50 invånare per kvadratkilometer. Närmaste större samhälle är Tonalá, 19,2 km nordväst om Altamira. Omgivningarna runt Altamira är en mosaik av jordbruksmark och naturlig växtlighet.